# Primer ministro de Tonga
El primer ministro de Tonga (hasta 1970, Premier) es el jefe de Gobierno del Reino de Tonga. El cargo fue establecido por la Constitución de 1875, cuyo artículo 51 estipula que el primer ministro y otros ministros son nombrados y destituidos por el rey, esto hasta 2008. Es la segunda autoridad del gobierno de Su Majestad, ya que el monarca quien es la primera, es el jefe de Estado.

## Democratización
Durante la década de 2000, el país experimentó un aumento de la democratización. En marzo de 2006, el rey Tāufa'āhau Tupou IV nombró como primer ministro al Dr. Feleti Sevele, miembro del Movimiento por los Derechos Humanos y la Democracia. Sevele fue el primer plebeyo en ocupar este puesto desde Shirley Waldemar Baker en 1881. Todos los primeros ministros desde Baker habían sido miembros de la nobleza, o incluso de la familia real. 
En julio de 2008, el rey Jorge Tupou V anunció reformas democráticas más sustanciales. Él abandonaría la parte esencial de sus poderes ejecutivos, y seguiría en adelante con la costumbre de las monarquías como la del Reino Unido, ejerciendo sus prerrogativas solo con el asesoramiento del primer ministro. Además, ya no designaría como primer ministro a quien quisiera, sino que nombraría a un miembro de la Asamblea Legislativa, que lo eligiera.

## Poderes y deberes
El primer ministro se encuentra en términos formales designados por el monarca, por recomendación de la Asamblea Legislativa según lo dispuesto en la Constitución y la Ley del Gobierno.
El primer ministro como jefe de Gobiernoː
1. Preside el Gabinete.
2. Lidera el Gobierno en la Asamblea Legislativa.
3. Es el principal portavoz del Gobierno.
4. Tiene responsabilidad sobre la administración de cualquier departamento o propiedad gubernamental.

El primer ministro también tiene el poder, con el consentimiento del Gabineteː
1. De nombrar, destituir o disciplinar a todos los funcionarios del gobierno (incluidos los magistrados).
2. Delegar a cualquier persona o personas designadas para los fines, la facultad de designar, destituir o disciplinar a todos esos oficiales y, de lo contrario, administrar el servicio civil, dicha delegación estará en una medida específica y no será incompatible con las disposiciones de ningún otra acta.

## Lista de primeros ministros
La siguiente es una lista de primeros ministros de Tonga desde 1876
| N.º | Imagen                   | Nombre                            | Mandato—Cargo            | Mandato—Cargo            | Partido       | Monarca                         |
| --- | ------------------------ | --------------------------------- | ------------------------ | ------------------------ | ------------- | ------------------------------- |
| 1   |                          | Tevita 'Unga                      | 1 de enero de 1876       | 18 de diciembre de 1879  | Independiente | Jorge Tupou I (1845-1893)       |
| 1   | Premier                  | Tevita 'Unga                      |                          |                          | Independiente | Jorge Tupou I (1845-1893)       |
| 2   |                          | Shirley Waldemar Baker            | Abril de 1881            | Julio de 1890            | Independiente | Jorge Tupou I (1845-1893)       |
| 2   | Premier                  | Shirley Waldemar Baker            |                          |                          | Independiente | Jorge Tupou I (1845-1893)       |
| 3   |                          | Siaosi U. Tuku'aho                | Julio de 1890            | 1893                     | Independiente | Jorge Tupou I (1845-1893)       |
| 3   | Premier                  | Siaosi U. Tuku'aho                |                          |                          | Independiente | Jorge Tupou I (1845-1893)       |
| 4   |                          | Siosateki Veikune                 | 1893                     | Enero de 1905            | Independiente | Jorge Tupou II (1893-1918)      |
| 4   | Premier                  | Siosateki Veikune                 |                          |                          | Independiente | Jorge Tupou II (1893-1918)      |
| 5   |                          | Sione Mateialona                  | Enero de 1905            | 30 de septiembre de 1912 | Independiente | Jorge Tupou II (1893-1918)      |
| 5   | Premier                  | Sione Mateialona                  |                          |                          | Independiente | Jorge Tupou II (1893-1918)      |
| 6   |                          | Tevita Tuʻivakano                 | 30 de septiembre de 1912 | 30 de junio de 1923      | Independiente | Jorge Tupou II (1893-1918)      |
| 6   | Premier                  | Tevita Tuʻivakano                 |                          |                          | Independiente | Jorge Tupou II (1893-1918)      |
| 7   |                          | Viliami Tungī Mailefihi           | 30 de junio de 1923      | 20 de julio de 1941      | Independiente | Carlota Tupou III (1918-1965)   |
| 7   | Premier                  | Viliami Tungī Mailefihi           |                          |                          | Independiente | Carlota Tupou III (1918-1965)   |
| 8   |                          | Solomone Ula Ata                  | 20 de julio de 1941      | 12 de diciembre de 1949  | Independiente | Carlota Tupou III (1918-1965)   |
| 8   | Premier                  | Solomone Ula Ata                  |                          |                          | Independiente | Carlota Tupou III (1918-1965)   |
| 9   |                          | Siaosi Taufa'ahau Tupoulahi       | 12 de diciembre de 1949  | 16 de diciembre de 1965  | Independiente | Carlota Tupou III (1918-1965)   |
| 9   | Premier                  | Siaosi Taufa'ahau Tupoulahi       |                          |                          | Independiente | Carlota Tupou III (1918-1965)   |
| 10  |                          | Fatafehi Tuʻipelehake             | 16 de diciembre de 1965  | 22 de agosto de 1991     | Independiente | Taufa'ahau Tupou IV (1965-2006) |
| 10  | Primer ministro          | Fatafehi Tuʻipelehake             |                          |                          | Independiente | Taufa'ahau Tupou IV (1965-2006) |
| 11  |                          | Baron Vaea                        | 22 de agosto de 1991     | 3 de enero de 2000       | Independiente | Taufa'ahau Tupou IV (1965-2006) |
| 11  | Primer ministro          | Baron Vaea                        |                          |                          | Independiente | Taufa'ahau Tupou IV (1965-2006) |
| 12  |                          | ʻAhoʻeitu ʻUnuakiʻotonga Tukuʻaho | 3 de enero de 2000       | 11 de febrero de 2006    | Independiente | Taufa'ahau Tupou IV (1965-2006) |
| 12  | Primer ministro          | ʻAhoʻeitu ʻUnuakiʻotonga Tukuʻaho |                          |                          | Independiente | Taufa'ahau Tupou IV (1965-2006) |
| 13  |                          | Feleti Sevele                     | 11 de febrero de 2006    | 22 de diciembre de 2010  | HRDM          | Jorge Tupou V (2006-2012)       |
| 13  | Primer ministro          | Feleti Sevele                     |                          |                          | HRDM          | Jorge Tupou V (2006-2012)       |
| 14  |                          | Sialeʻataongo Tuʻivakanō          | 22 de diciembre de 2010  | 30 de diciembre de 2014  | Independiente | Jorge Tupou V (2006-2012)       |
| 14  | Primer ministro          | Sialeʻataongo Tuʻivakanō          |                          |                          | Independiente | Jorge Tupou V (2006-2012)       |
| 15  |                          | Akilisi Pōhiva                    | 30 de diciembre de 2014  | 12 de septiembre de 2019 | PTOA          | Tupou VI (2012-actualidad)      |
| 15  | Primer ministro          | Akilisi Pōhiva                    |                          |                          | PTOA          | Tupou VI (2012-actualidad)      |
| –   |                          | Semisi Sika                       | 12 de septiembre de 2019 | 8 de octubre de 2019     | PTOA          | Tupou VI (2012-actualidad)      |
| –   | Primer ministro interino | Semisi Sika                       |                          |                          | PTOA          | Tupou VI (2012-actualidad)      |
| 16  |                          | Pōhiva Tu'i'onetoa                | 8 de octubre de 2019     | 27 de diciembre de 2021  | PAKT          | Tupou VI (2012-actualidad)      |
| 16  | Primer ministro          | Pōhiva Tu'i'onetoa                |                          |                          | PAKT          | Tupou VI (2012-actualidad)      |
| 17  |                          | Siaosi Sovaleni                   | 27 de diciembre de 2021  | 9 de diciembre de 2024   | Independiente | Tupou VI (2012-actualidad)      |
| 17  | Primer ministro          | Siaosi Sovaleni                   |                          |                          | Independiente | Tupou VI (2012-actualidad)      |
| –   |                          | Samiu Vaipulu                     | 9 de diciembre de 2024   | 22 de enero de 2025      | Independiente | Tupou VI (2012-actualidad)      |
| –   | Primer ministro interino | Samiu Vaipulu                     |                          |                          | Independiente | Tupou VI (2012-actualidad)      |
| 18  |                          | ʻAisake Eke                       | 22 de enero de 2025      | en el cargo              | Independiente | Tupou VI (2012-actualidad)      |
| 18  | Primer ministro          | ʻAisake Eke                       |                          |                          | Independiente | Tupou VI (2012-actualidad)      |

## Ex-primeros ministros vivos

Ex-primeros ministros vivos
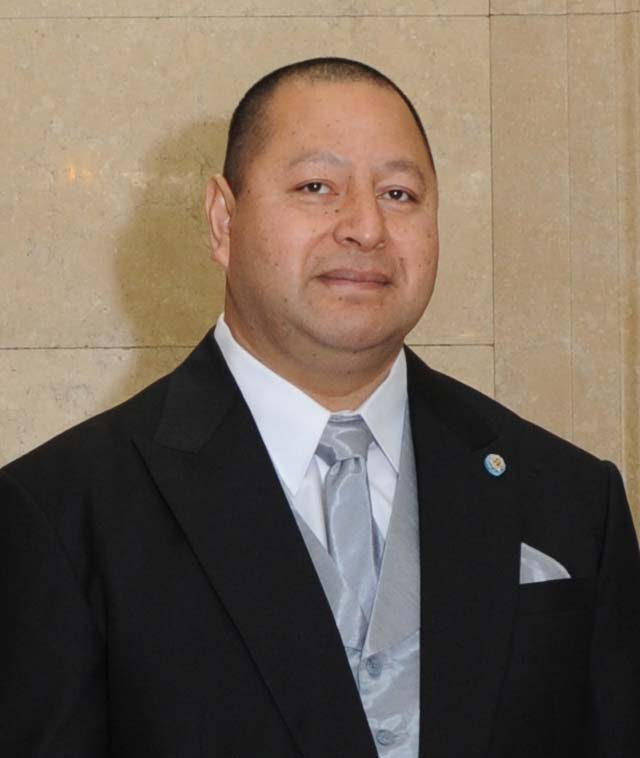
ʻAhoʻeitu ʻUnuakiʻotonga Tukuʻaho 13°. (2000-2006) 12 de junio de 1959 (65 años)
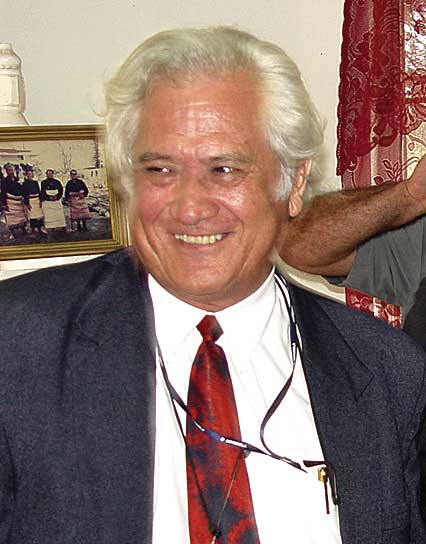
Feleti Sevele 14°. (2006-2010) 7 de abril de 1944 (81 años)
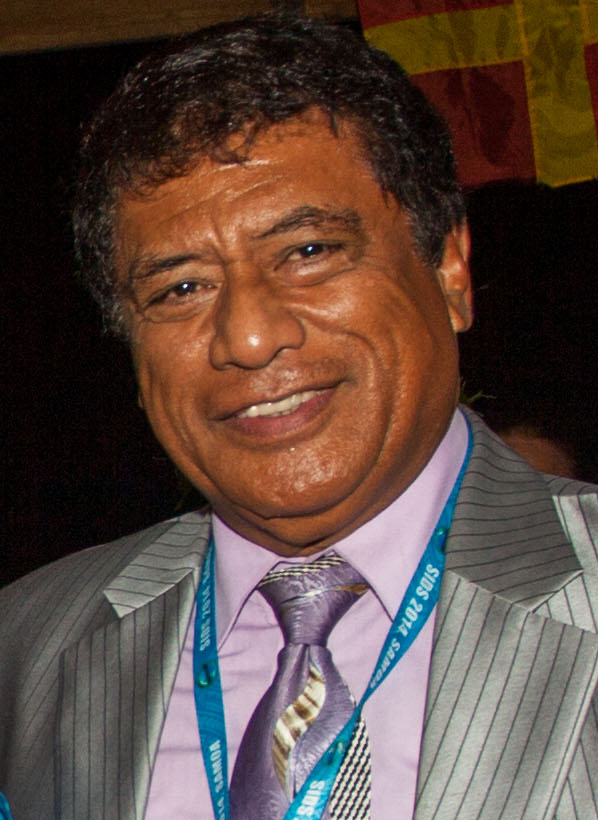
Sialeʻataongo Tuʻivakanō 15°. (2010-2014) 12 de junio de 1952 (72 años)
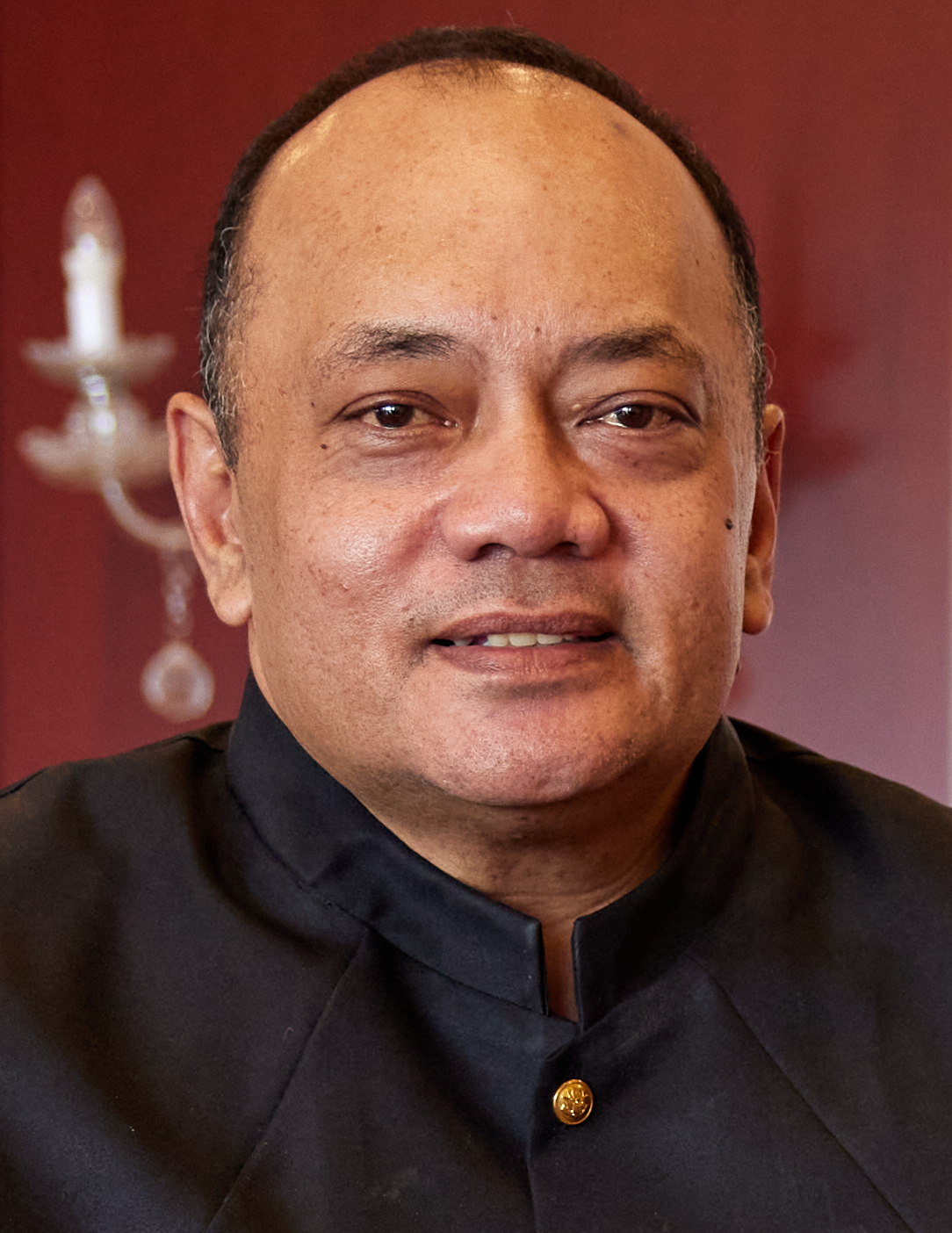
Siaosi Sovaleni 17°. (2021-2024) 28 de febrero de 1970 (55 años)